# Heinrich Böttger (Historiker)
Heinrich Böttger (* 2. Oktober 1801 in Förste am Harz; † 29. August 1891 in Cannstatt) war ein deutscher Theologe, Historiker, Archivar, Bibliothekar und Heimatforscher.

## Leben
Nach einem Theologiestudium mit Promotion in Göttingen war Böttger seit 1842 Sekretär des Lüneburger Landschaftsdirektors Wilhelm von Hodenberg, dessen historische Sammlungen er betreute.
Seit 1850 wissenschaftlicher „Hilfsarbeiter“ am Königlichen Archiv (heute: Hauptstaatsarchiv Hannover) in Hannover, wurde er 1851 zweiter Sekretär an der Königlichen Bibliothek (heute: Gottfried Wilhelm Leibniz Bibliothek) in Hannover. Seit 1866 Mitarbeiter im Münzkabinett, gelang ihm 1869 der Aufstieg zum Bibliotheksrat. Er trat 1875 in den Ruhestand.
Auch als Bibliothekar war Böttger weiterhin mit archivarischen Arbeiten beschäftigt. Er gab mehrere Urkundenbücher aus den Beständen des Archivs heraus, war Mitarbeiter am Marienroder Urkundenbuch (1859), dem Urkundenbuch von St. Michaelis in Lüneburg (1860–1870) und beim Isenhagener Urkundenbuch (1870) („trotz gewisser Unsicherheiten läßt sich dies recht eindeutig den Vorworten der entsprechenden Urkundenbücher und den Mitteilungen des Historischen Vereins (…) entnehmen“, Ohainski u. a., S. 1) sowie Verfasser einer Untersuchung über das Braunschweig-Lüneburgische Wappen (1861).
Danach profilierte er sich mit Untersuchungen zur historischen Geographie Norddeutschlands: Die beiden Werke Diöcesan- und Gau-Grenzen Norddeutschlands zwischen Oder, Main, jenseit des Rheins, der Nord- und Ostsee, von Ort zu Ort schreitend festgestellt (4 Bde., Halle 1874–1876) und Wohnsitze der Deutschen in dem von Tacitus in seiner Germania beschriebenen Lande. Aus den Originalquellen des Julius Cäsar, Strabo, Vellejus, Tacitus, Plinius des Aeltern, Ptolemäus, Pomponius Mela, Sueton, Florus, Dio Cassius u. A. auf Grundlage seiner Diöcesan- und Gaugrenzen Norddeutschlands erwiesen (Stuttgart 1877) blieben in der historischen Forschung allerdings nicht unumstritten. Er wurde 1849 in der Loge Zum schwarzen Bär in Hannover zum Freimaurer aufgenommen und ab 1880 Mitglied der Stuttgarter Freimaurerloge Zu den drei Cedern.
Schließlich trat er als Verfasser einer Stammtafel der Welfen (Hannover um 1865, Neuausg. Hannover 2004) hervor, die durch einen Nachdruck 2004 einer breiteren Öffentlichkeit bekannt gemacht wurde.

## Werke (Auswahl)
- Beiträge zur historisch kritischen Einleitung in die Paulinischen Briefe. Abt. 1 – 5 und Supplement. Göttingen 1837–1838.
- Baur’s historische Kritik in ihrer Consequenz. Ein Beitrag zur Religionsgeschichte der ersten Jahrhunderte unserer Zeitrechnung. Abt. 1–3. Braunschweig 1840–1841.
- Der Trost, welchen uns die Himmelfahrt Jesu darbietet bei dem Tode unserer Geliebten. Leichenpredigt über das Evangelium von Lukas 24, 50–53 gehalt … Von Dr. Heinrich Böttger, kgl. hannov. Bibliothekrat. Stuttgart 1847.
- Stammtafel der regierenden Fürsten aus dem Welfenhause und ihrer Vorfahren. Hrsg. von F. Klindworth. Hannover 1858.
- Die allmähliche Entstehung der jetzigen welfischen Lande: des Königreichs Hannover und Herzogthums Braunschweig. Zur Erläuterung der Stammtafel der regierenden Fürsten aus dem Welfenhause und ihrer Vorfahren. Hannover 1858. (2. Aufl. 1859).
- Die Einführung des Christenthums in Sachsen durch den Frankenkönig Karl von 775 bis 786, insbesondere zur Vertheidigung der Aechtheit der Urkunde desselben über Vergrösserung der Diöcese Bremen vom 14. Juli 788. Hannover 1859.
- Die Urkunden des Klosters Marienrode bis zum Jahre 1400. Von Wilhelm von Hodenberg. Hannover 1859. (Nachdr. Osnabrück 2007.)
- Urkundenbuch des Klosters St. Michaelis zu Lüneburg. Hrsg. von Wilhelm von Hodenberg. H. 1–3. Celle, Hannover 1860–1870. (Lüneburger Urkundenbuch. Abth. 7).
- Das Braunschweig-Lüneburgische Wappen. Zur Feier des tausendjährigen Bestehens der Stadt Braunschweig im Jahre 1861. Hannover 1861.
- Die Brunonen, Vorfahren und Nachkommen des Herzogs Ludolf in Sachsen. Von 775 bis 9. December 1117, nebst den Voreltern desselben überhaupt von c. 450 an, aus den vorhandenen, mit abgedruckten Quellen, unter Beurtheilung der bisherigen Ansichten insbesondere von Leibniz an, historisch, genealogisch und hauptsächlich aus ihrem Erbbesitze nachgewiesen. Hannover 1865.
- Urkundenbuch des Klosters der Mutter Maria zu Isenhagen. Mit Unterstützung der Lüneburger Landschaft hrsg. von dem Ausschusse des historischen Vereins für Niedersachsen. H. 1–3. Celle, Hannover 1870. (Lüneburger Urkundenbuch. Abth. 5).
- Diöcesan- und Gau-Grenzen Norddeutschlands zwischen Oder, Main, jenseit des Rheins, der Nord- und Ostsee, von Ort zu Ort schreitend festgestellt. Nebst einer Gau- und einer dieselbe begründenden Diöcesankarte. Abt. 1–4 [nebst] Gaukarte und eine dieselbe begründende Diöcesankarte zu den Diöcesan- und Gaugrenzen Norddeutschlands. Halle 1874–1876.
- Hermann der Cheruskenfürst und Befreier Deutschlands vom römischen Joche durch die varianische Niederlage. Mit besonderer Rücksicht auf den Zug des Germanicus in das Teutoburgergebirge aus den betreffenden Geschichtschreibern erwiesen zu einem sicheren Führer durch das Gebiet der am zweiten Tage endenden Schlacht zur Vernichtung des römischen Heeres im Jahre 9 nach Chr. Abt. 1–2. Hannover 1874.
- Wohnsitze der Deutschen in dem von Tacitus in seiner Germania beschriebenen Lande: aus den Originalquellen des Julius Cäsar, Strabo, Vellejus, Tacitus, Plinius des Aeltern, Ptolemäus, Pomponius Mela, Sueton, Florus, Dio Cassius u. A. auf Grundlage seiner Diöcesan- und Gaugrenzen Norddeutschlands erwiesen. Nebst einer Gau-, einer dieselbe begründenden Diöcesankarte und einer daraus entworfenen Völkerkarte. Stuttgart 1877.
- Geschichte der Brunonen-Welfen. Vom Urbeginne derselben in Hochasien, der Wiege des Menschengeschlechts, bis Herzog Heinrich den Löwen. Mit einer colorirten Völkerkarte, das Gebiet der Germania des Tacitus, unser großes Vaterland in drei Fünftel Deutschlands umfassend. Hannover 1880.
- Die Lehre der Vernunft und der Offenbarung über die Auferstehung am jüngsten Tage. Predigt über die Epistel im 1. Brief Petri, Kapitel 1, Vers 3–4. Von Heinr. Böttger, kgl. hannov. Bibliothekrat …. - Stuttgart: A. Oetinger in Comm., 1880.
- Das Urchristenthum aus dem Heiden- und Judenthum. Durch Christi, des ersehnten Messias Lehre, Leben, Wirken, Sterben und Auferstehen entwickelt und begründet aus den Urquellen ….  Bewiesen  von Heinrich Boettger. Leipzig 1882.
- Sonnencult der Indogermanen (Indoeuropäer) insbesondere der Indoteutonen aus einhundertfünfundzwanzig hebräischen, griechischen, lateinischen und altnordischen Original- und zweihundertachtundsiebenzig sonstigen Quellen geschöpft und erwiesen. Breslau 1890.